# Rivière au Tonnerre (Minganie)
Pour les articles homonymes, voir Tonnerre (homonymie).
La rivière au Tonnerre est un cours d'eau qui traverse la municipalité de Rivière-au-Tonnerre, dans la municipalité régionale de comté (MRC) de la Minganie, dans la région administrative de la Côte-Nord, au Québec, au Canada.
Le cours de la rivière traverse le canton de Margane, puis constitue la limite entre les cantons de Margane et de Touzel jusqu'à la confluence de la rivière avec la rive nord du fleuve Saint-Laurent.
La partie sud du bassin versant de la rivière au Tonnerre est desservie par la route 138 qui longe la rive nord de l'estuaire maritime du Saint-Laurent. La route forestière R0902 (remontant vers le nord-ouest) dessert la partie ouest de ce versant.
La surface de la rivière au Tonnerre est habituellement gelée du début novembre à la fin d'avril. Toutefois la circulation en sécurité sur la glace se fait généralement de la fin de novembre à la mi-avril.

## Géographie
Le cours supérieur de la rivière au Tonnerre comporte de nombreux rapides à cause de la forte dénivellation montagneuse. La rivière tire sa source dans un secteur montagneux, située à 6 km à l'ouest du lac Magpie. La rivière coule sur 85 km vers le sud. La rivière coule à l'ouest du bassin versant de la rivière Magpie et à l'est de la rivière Sheldrake.
En descendant vers le sud, ce cours d'eau traverse la municipalité nord-côtière de Rivière-au-Tonnerre, avant de se déverse dans le fleuve Saint-Laurent dans l'anse Kennedy, à 2,5 km à l'ouest de la pointe au Tonnerre. La municipalité de Rivière-au-Tonnerre est localisée à mi-chemin entre Havre-Saint-Pierre et Sept-Îles.
L'embouchure de cette rivière comporte un étroit chenal qu'utilisent les conducteurs d'embarcations afin d'entrer dans le havre pour se réfugier en cas de fortes vagues.

## Toponymie
À 5 km en amont de l'embouchure, la rivière traverse la chute au Tonnerre, qui est haute d'environ 30 m. Le bruit de la chute d'eau évoque le bruit des éclairs lors des orages, ce qui expliquerait le toponyme.
Sur des cartes de Bellin (1744) et de Vaugondy (1755), la rivière au Tonnerre est mentionnée en utilisant son appellation amérindienne, Ouchigouchipi. Sur une carte de 1776, le capitaine Carver, indique l'appellation Ouchigoush-ipi.
La variante Uhukuhîpu a aussi été utilisée, grâce à des recherches anthropologiques. Les Montagnais désignent ce cours d'eau U`suk `Sipo. Bien que la graphie varie selon les époques et les auteurs de cartes géographiques, la signification de ce toponyme d'origine montagnaise est rivière aux becs-scie. Cette désignation fait allusion au bec-scie à poitrine rousse (Mergus serrator), espèce d'oiseaux fort répandue sur la Côte-Nord.
Curieusement, la graphie Sheldrake, désignant le cours d'eau voisin, situé immédiatement à l'ouest de la rivière au Tonnerre, est l'équivalent anglais du mot bec-scie. La carte de Bouchette fils (1853), fait mention de « Thunder R. ». Les cartes de Taché (1870 et 1880) font mention de « R. au Tonnerre ».
Le toponyme « Rivière au Tonnerre » a été officialisé le 5 décembre 1968 à la Banque des noms de lieux de la Commission de toponymie du Québec.